# Berlin-Stadtrandsiedlung Malchow
Stadtrandsiedlung Malchow [ˈʃtatˌʁantˈziːdlʊŋ ˈmalçoː] (litt. « cité périurbaine de Malchow ») est un quartier du Nord de Berlin, faisant partie de l'arrondissement de Pankow. Avant la réforme de l'administration de 2001, il faisait partie de l'ancien district de Weißensee.

## Géographie

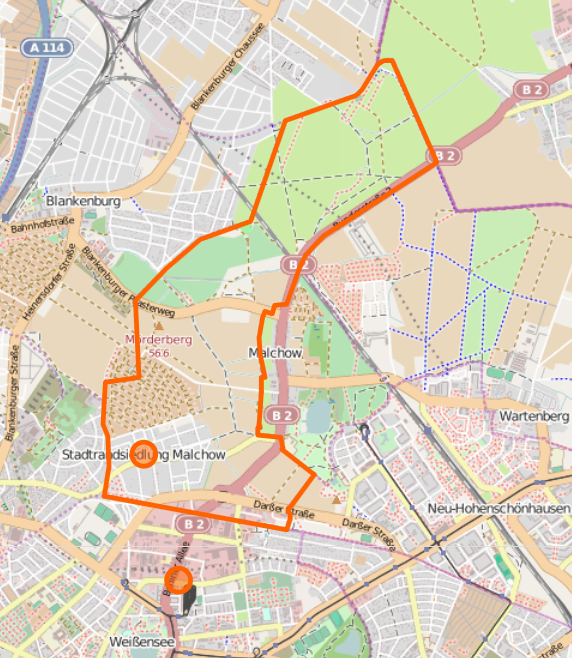
Carte de Stadtrandsiedlung Malchow et des quartiers limitrophes.

Le quartier se situe sur le plateau de Barnim qui s'éleve au nord-est de la vallée de la Sprée. Il se trouve environ à un kilomètre au sud-ouest du véritable village de Malchow, depuis devenu le quartier de Berlin-Malchow dans l'arrondissement de Lichtenberg. Au sud, il borde le quartier de Weißensee ; à l'ouest, Stadtrandsiedlung Malchow confine aux quartiers de Heinersdorf, de Blankenbourg et de Karow. Le territoire va jusqu'à la frontière avec le Brandebourg au nord.
La véritable cité résidentielle se trouve à l'extrême Sud-Ouest du quartier ; elle consiste essentiellement en maisons individuelles. Juste au nord se trouve un site de jardins familiaux. Dans le territoire en grande partie non bâti au nord se trouve entre autres un terrain de golf. Il s'agit d'un des quartiers les moins peuplés de Berlin.
La Bundesstraße 2 (Malchower Chaussee) et la ligne de la grande ceinture de Berlin traversent le quartier. Il n'est cependant pas desservi par le réseau public de transports.

## Population
Le quartier compte 1138 habitants le 1er janvier 2017 selon le registre des déclarations domiciliaires.

## Histoire

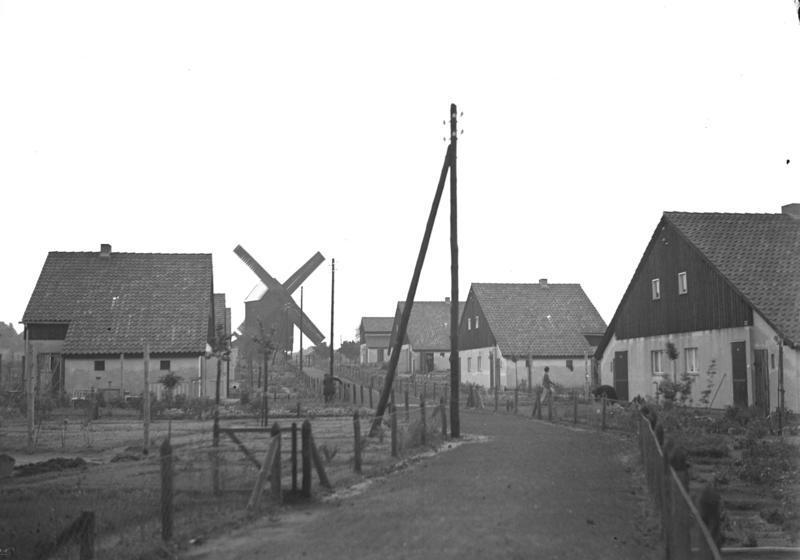
Stadtrandsiedlung dans les années 1930.

Le territoire de l'actuel quartier appartenait à l'origine au village de Malchow qui fut rattachée à Grand Berlin lors de la réforme administrative de 1920 faisant partie du district de Weißensee. Au cours de la création du nouveau district de Hohenschönhausen, en 1985, le bourg ancien a été séparé, lorsque le lotissement périurbain au sud-ouest resta à Weißensee.
Construit en trois sections entre 1936 et 1939 sur le champ de l'ancien village de Malchow, la cité périurbaine est surgie en cours de la politique de grands travaux et le développement après la Grande Dépression sous la direction de l’administration nazie. Les rues portent le noms des personnages de la mythologie nordique.